# József Nagy (Politiker)

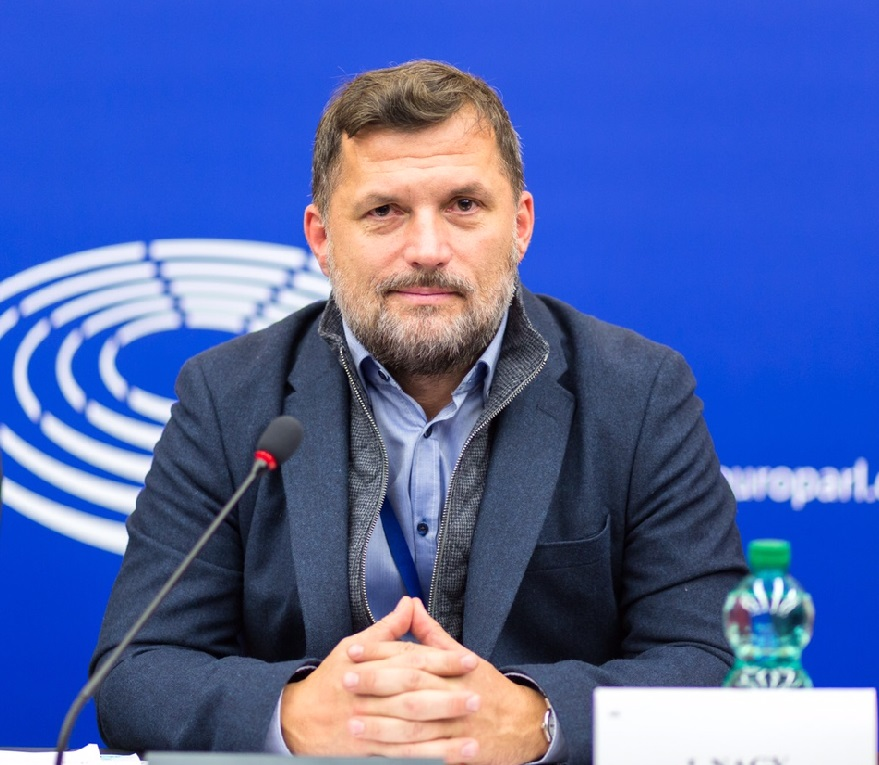
József Nagy (2016)

József Nagy (* 11. März 1968 in Dunajská Streda) ist ein slowakischer Politiker der Partei Most–Híd.

## Leben
Nagy war von 2014 bis 2019 Abgeordneter für die Partei Most–Híd in der Fraktion der Europäischen Volkspartei im Europäischen Parlament. Dort war er Mitglied im Ausschuss für bürgerliche Freiheiten, Justiz und Inneres und in der Delegation für die Beziehungen zur Koreanischen Halbinsel.